# Victor Ferreyra
Victor Ferreyra (ur. 24 lutego 1964) – argentyński piłkarz, reprezentant kraju.

## Kariera reprezentacyjna
W reprezentacji Argentyny zadebiutował w 1992. W sumie w reprezentacji wystąpił w 2 spotkaniach.

## Statystyki
| Reprezentacja Argentyny | Reprezentacja Argentyny | Reprezentacja Argentyny |
| Rok                     | Mecze                   | Gole                    |
| ----------------------- | ----------------------- | ----------------------- |
| 1991                    | 2                       | 1                       |
| Razem                   | 2                       | 1                       |